# Priorado da Santíssima Trindade
O Priorado da Santíssima Trindade foi um priorado em Ipswich, Suffolk, Inglaterra. Uma igreja desta dedicação foi nomeada no Domesday Book, embora a data de construção do priorado fosse 1177. Após um incêndio, o mosteiro foi reconstruído por João de Oxford, bispo de Norwich, em 1194.
Até 1300, a população local usava o priorado como igreja paroquial. No entanto, o aumento da população levou os cónegos a construir a adjacente Igreja de St Margaret para melhor acomodar as suas necessidades.
O priorado foi condenado em 1536 durante a dissolução dos mosteiros. Foi demolido por Edmund Withypoll entre 1548-1550, para ser substituído pela mansão de Christchurch.